# Літературний критик
Літерату́рний кри́тик — літератор і вчений, що займається літературною критикою, тобто тлумаченням і оцінкою переважно сучасних творів, нових явищ і тенденцій в художній літературі з погляду сучасності, — на відміну від літературознавців, що займаються історією і теорією літератури.